# Lee Jang-soo
Lee Jang-soo ((이장수?, 李章洙?); Haman, 15 ottobre 1956) è un allenatore di calcio ed ex calciatore sudcoreano, di ruolo difensore.

## Palmarès

### Allenatore

#### Competizioni nazionali
- Campionato cinese: 3

Beijing Guoan: 2009
Guangzhou Evergrande: 2011, 2012
- Coppa della Cina: 1

Guangzhou Evergrande: 2012
- China League One: 1

Guangzhou Evergrande: 2010